# الرمس
الرمس  یک منطقهٔ مسکونی در امارات متحده عربی است که در رأس‌الخیمه واقع شده‌است.

## خصوصیات
الرمس   ۱۴۴ متر بالاتر از سطح دریا واقع شده‌است.